# Velkommen til Paradis
|  | Denne artikel er oprettet af botten Steenthbot ud fra en ekstern database. Den kan derfor have sproglige fejl eller mangler. Denne skabelon kan fjernes efter kontrol af indholdet. |

Velkommen til Paradis er en dansk kortfilm fra 2015 instrueret af Kristian Håskjold.

## Handling
Harald er vokset op i en frikirke, og dagen for hans konfirmation er kommet - et ritual som vil gøre ham til en officiel del af kirken. Men han har en hemmelighed, som hverken kirkens overhoved eller hans far kender til. En hemmelighed, som kan være fatal for hans indtræden i kirkefamilien. I sidste ende må Harald tage beslutningen, om han skal give afkald på en del af sig selv for at bevare forholdet til sin familie og venner.

## Medvirkende
- William Rudbeck Lindhardt, Harald
- Kjeld Nørgaard, Præst
- Mads Reuther, Malte
- Frank Gundersen, Haralds far